# North Yunderup
North Yunderup är en del av en befolkad plats i Australien. Den ligger i kommunen Murray och delstaten Western Australia, omkring 70 kilometer söder om delstatshuvudstaden Perth.
Närmaste större samhälle är Mandurah, nära North Yunderup. 
Trakten runt North Yunderup består till största delen av jordbruksmark. Runt North Yunderup är det mycket glesbefolkat, med 5 invånare per kvadratkilometer. Genomsnittlig årsnederbörd är 1 043 millimeter. Den regnigaste månaden är maj, med i genomsnitt 187 mm nederbörd, och den torraste är februari, med 6 mm nederbörd.